# Morrovalle
Morrovalle é uma comuna italiana da região dos Marche, província de Macerata, com cerca de 9.226 habitantes. Estende-se por uma área de 42 km², tendo uma densidade populacional de 220 hab/km². Faz fronteira com Corridonia, Macerata, Monte San Giusto, Montecosaro, Montegranaro (FM), Montelupone.

## Demografia
| Variação demográfica do município entre 1861 e 2011                               |
|                                                                                   |
| Fonte: Istituto Nazionale di Statistica (ISTAT) - Elaboração gráfica da Wikipedia |